# 雅克·贝克
雅克·貝克（法語：Jacques Becker；1906年9月5日—1960年2月21日），法国电影导演、编剧。

## 生平
雅克·貝克出生于巴黎上等阶级家庭。1930年代，曾擔任过让·雷诺阿的助理导演。第二次世界大戰时期曾是法国电影解放委员会成员，被纳粹在监狱里关了一年。
1960年，雅克·貝克53岁时逝世，葬在蒙帕纳斯公墓。

## 家族
雅克·貝克的妻子是女演員弗朗索瓦·费边，儿子让·貝克也成为了电影导演。

## 作品
以下列出貝克执导的作品：
- 1935年：
  - 《土耳其老大（法语：Tête de turc (film, 1935)）》（Tête de turc）
  - 《專員心地善良，警察卻毫不留情》（Le commissaire est bon enfant, le gendarme est sans pitié；與皮埃爾·普雷維爾（法语：Pierre Prévert）共同執導）
- 1940年：《克里斯托瓦爾的黃金》（L'Or du Cristobal；由吉恩·史蒂利（法语：Jean Stelli）完成）
- 1942年：《諜血王牌》（Dernier Atout）
- 1943年：《红手古比（法语：Goupi Mains Rouges (film, 1943)）》（Goupi Mains Rouges）
- 1945年：《裝飾》（Falbalas）
- 1947年：《幸福的设计》（Antoine et Antoinette）
- 1949年：《七月的約會》（Rendez-vous de juillet）
- 1951年：《愛德華與卡羅琳》（Édouard et Caroline）
- 1952年：《金頭盔（法语：Casque d'Or (film)）》（Casque d'Or）
- 1953年：《亨利與弗朗索瓦（法语：Rue de l'Estrapade (film)）》（Rue de l'Estrapade）
- 1954年：
  - 《阿里巴巴和四十大盗（法语：Ali Baba et les Quarante Voleurs (film, 1954)）》（Ali Baba et les Quarante Voleurs）
  - 《金錢不要碰》（Touchez pas au grisbi）
- 1957年：《亚森·罗平，百万大盗》（Les Aventures d'Arsène Lupin）
- 1958年：《蒙巴爾納斯19號》（Montparnasse 19）
- 1960年：《洞》（Le Trou）